# Phospholipid

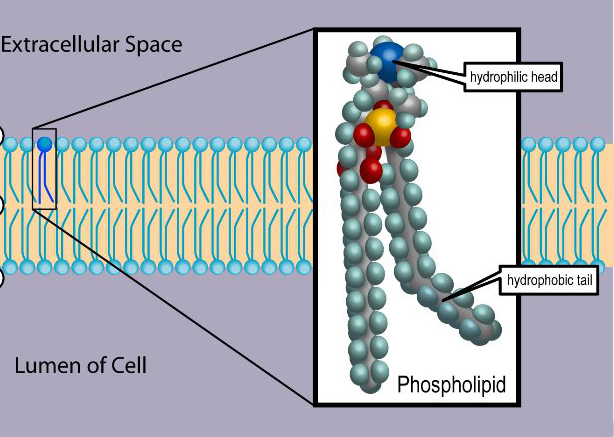
Phospholipid

Phospholipid là một loại lipid và là thành phần chính của tất cả các màng tế bào. Chúng có thể tạo thành lớp kép lipid vì đặc tính lưỡng phần của chúng. Cấu trúc của phân tử phospholipid gồm 1 phân tử glixerol liên kết với 2 phân tử axit béo và 1 nhóm photphat, còn gọi là "đuôi kỵ nước",  và một "đầu ưa nước" cấu tạo từ một nhóm phosphate. Hai thành phần được nối với nhau bởi một phân tử glycerol. Các nhóm phosphate có thể được sửa đổi với các phân tử hữu cơ đơn giản như choline, ethanolamin hoặc serine.
Phospholipid đầu tiên được xác định vào năm 1847 trong các mô sinh học là lecithin, hoặc phosphatidylcholine, từ lòng đỏ trứng của gà bởi nhà hóa học và dược sĩ người Pháp, Theodore Nicolas Gobley. Màng sinh học trong sinh vật nhân chuẩn cũng chứa một các thành phần lipid, sterol khác, xen kẽ giữa các phospholipid và cùng nhau chúng cung cấp tính động của màng và tính bền cơ học. Phospholipid tinh khiết cũng được sản xuất thương mại và có tiềm năng ứng dụng trong công nghệ nano và khoa học vật liệu.

## Tính chất lưỡng phần

Cấu trúc ở lipid trong dung dịch, để ý thấy phần kị nước (vàng) luôn được "giấu" vào trong còn phần ưa nước thì được để ra ngoài

Chất lưỡng phần (từ tiếng Hy Lạp αμφις, amphis: cả hai và φιλíα, philia: tình yêu, tình bạn) là một thuật ngữ mô tả một hợp chất hóa học sở hữu cả tính chất ưa nước (phân cực) và ưa mỡ (kị nước, không phân cực). Đầu phospholipid chứa một nhóm phosphat tích điện âm và glycerol; nên nó là ưa nước. Các đuôi phospholipid thường bao gồm 2 chuỗi axit béo dài; chúng kỵ nước và tránh tương tác với nước. Khi được đặt trong dung dịch nước, phospholipid được "điều chỉnh" bởi các tương tác kỵ nước dẫn đến đuôi axit béo tập trung lại để giảm thiểu tương tác với các phân tử nước. Những tính chất đặc biệt này cho phép phospholipid đóng một vai trò quan trọng trong việc tạo nên lớp kép phospholipid. Trong các hệ thống sinh học, phospholipid thường kết hợp cùng với các phân tử khác (ví dụ, protein, glycolipid, sterol) để tạo thành một lớp kép như màng tế bào. Các lớp kép lipid tạo thành khi các đuôi kỵ nước quay vào với nhau, và như vậy thì các đầu ưa nước sẽ quay ra ngoài tiếp xúc với nước.